# 许涅
许涅（法語：Chuignes，法語發音：[ʃɥiɲ]）是法国上法蘭西大區索姆省的一个市镇，属于佩罗讷区。

## 地理
许涅（49°54'1"N, 2°45'12"E）面积4.56 平方千米，位于法国上法蘭西大區索姆省，该省份为法国北部沿海省份，北起加来海峡省和北部省，西接滨海塞纳省和大西洋英吉利海峡，南至瓦兹省，东临埃纳省。
与许涅接壤的市镇（或旧市镇、城区）包括：卡皮、许尼奥勒、方丹莱卡皮、桑泰尔地区富科库尔、弗拉梅维尔-赖讷库尔、埃尔勒维尔。
许涅的时区为UTC+01:00、UTC+02:00（夏令时）。

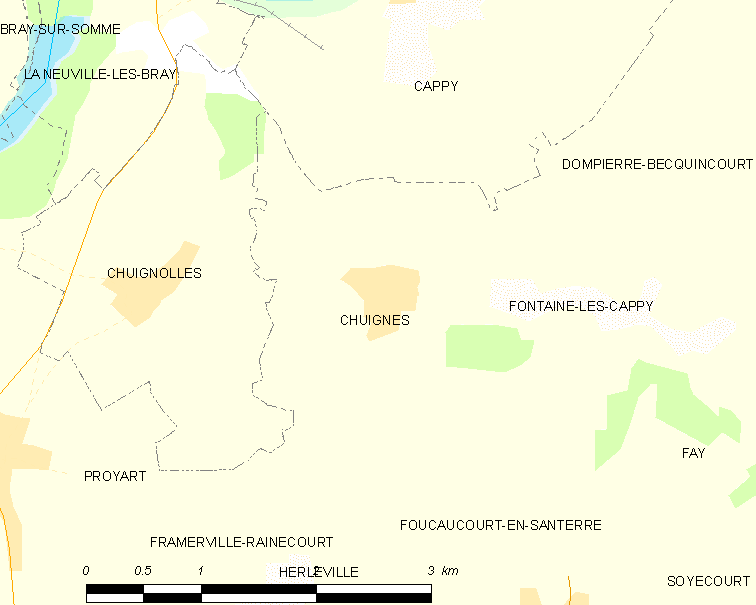
许涅的OSM定位图

## 行政
许涅的邮政编码为80340，INSEE市镇编码为80194。

## 政治
许涅所属的省级选区为阿姆县。

## 人口

1962-2008年间许涅人口变化图示

许涅于2022年1月1日时的人口数量为149人。